# Hemeroteca Municipal de Lisboa
La Hemeroteca Municipal de Lisboa es una biblioteca en la que son preservadas, catalogadas, estudiadas y consultadas las publicaciones en serie o las series monográficas editadas en Portugal. Se trata, por tanto, de una biblioteca en la que cualquier lector puede consultar revistas y periódicos, entre otras publicaciones periódicas. Situada en Lisboa, reúne más de veinte mil publicaciones periódicas que pone a disposición del público.
Esta hemeroteca se inauguró en julio de 1931, dependiente de la Biblioteca Municipal Central de Lisboa.

## Instalaciones
Ubicada en el Palacio de los Condes de Tomar, calle São Pedro de Alcântara, en el Bairro Alto, desde 1973 y hasta septiembre de 2013, cerró temporalmente sus servicios. Provisionalmente se instaló en su lugar un servicio especializado en la Biblioteca Camões, largo de Calhariz, con la intención de proporcionar a los usuarios un servicio de consulta, investigación, reproducción y digitalización de revistas y periódicos. En 2014 los servicios de la hemeroteca municipal pasaron al antiguo Complejo Deportivo de la Lapa.
A Hemeroteca Municipal de Lisboa reabriu ao público no dia 6 de julho de 2015, provisoriamente, na Rua Lúcio de Azevedo, Laranjeiras, na freguesia de São Domingos de Benfica.

## Colecciones
El expurgo de esta hemeroteca incluye periódicos de los siglos XVIII y XIX, de los cuales el más antiguo es la Gazeta de Lisboa del 10 de agosto de 1715.
Beneficiaria del depósito legal luso desde 1931, pone a disposición de los usuarios las colecciones de periódicos y revistas de varias áreas de conocimiento. A destacar un núcleo de bibliografía nacional y extranjera sobre comunicación social, en especial los estudios sobre la prensa periódica.